# Michel Fournier
Michel Fournier (* 4. Mai 1944 in Treban, Frankreich) ist ein französischer Testpilot und Fallschirmspringer. 

## Leben
Fournier diente lange in der französischen Armee als Fallschirmjäger. Nach der Challenger-Katastrophe wurde er von der französischen Regierung für ein Testprogramm ausgewählt. Ziel des Programms war die Untersuchung des Effektes von Fallschirmsprüngen aus großer Höhe auf den menschlichen Körper, wie etwa bei der Rettung von Astronauten aus Raumgleitern. Nachdem Ende der achtziger Jahre das Testprogramm von der französischen Regierung eingestellt wurde, betrieb Fournier es auf eigene Kosten weiter. Dies geschah mit Unterstützung namhafter französischer Weltraumexperten, wie dem früheren Astronauten Jean-François Clervoy, sowie dem Wissenschaftsjournalisten Michel Chevalet. Nach eigenen Angaben hat er mehr als 12,7 Millionen Euro, die er von privaten Sponsoren und aus seinem eigenen Vermögen bestritten hat, in das Projekt investiert. 
Geplant war der Aufstieg mit einem Heliumballon auf ca. 40.000 m (Stratosphäre), der anschließende Absprung (Stratosphärensprung) in einem Druckanzug im freien Fall und die manuelle Auslösung des Fallschirms in etwa 3.000 m Höhe. Im Notfall (falls der Springer das Bewusstsein verliert) wird ein Fallschirm in ca. 1.000 m Höhe ausgelöst. 
Das Ziel des Projektes „Le Grand Saut“ (Der Große Sprung) war es, mehrere Rekorde gleichzeitig zu brechen:
- den Höhenrekord des Absprungs im freien Fall (bisheriger Rekordhalter: Alan Eustace, 24. Oktober 2014, 41.419 m),
- den Höhenrekord eines bemannten Ballonaufstiegs (bisherige Rekordhalter: Malcolm D. Ross und Victor A. Prather Jr., 4. Mai 1961, 34.668 m),
- den Zeit- und Streckenrekord des Absprungs im freien Fall (bisheriger Rekordhalter: Evgeny Andreev, 1. November 1962),
- den Geschwindigkeitsrekord des Absprungs im freien Fall (Felix Baumgartner erreichte am 14. Oktober 2012 knapp 1.360 km/h).

Nach zwei vergeblichen Versuchen in den Jahren 2002 und 2003 und über fünf Jahren Pause scheiterte auch der dritte Rekordversuch am 27. Mai 2008. Der Aufstiegsballon verselbstständigte sich kurz vor dem Start, als der Auslösemechanismus für die Kapsel bereits am Boden zündete. Der Ballon verschwand ohne Fourniers Kapsel im Himmel und wurde später ca. 40 km vom Startplatz entfernt beschädigt aufgefunden. Fournier plante, im August 2008 einen weiteren Versuch zu unternehmen. Wegen weiterhin nicht gelöster Finanzierungsprobleme ist derzeit unklar, ob das Unternehmen jemals stattfinden wird.
Ähnliche Rekordversuche werden bzw. wurden von dem britischen Stuntman Steve Truglia sowie dem österreichischen Basejumper Felix Baumgartner vorbereitet. Baumgartner führte seinen Versuch am 14. Oktober 2012 im Rahmen des Projekts Red Bull Stratos durch und konnte dabei mehrere Rekorde brechen. Am 24. Oktober 2014 konnte Alan Eustace wiederum Baumgartners Rekorde überbieten.